# Čierna skala
Čierna skala je přírodní rezervace v katastrálním území obce Lošonec v okrese Trnava v Trnavském kraji na Slovensku. Území bylo vyhlášeno v roce 1996 a jeho rozloha je 29,71 hektaru. Předmětem ochrany je komplex lesních a nelesních společenstev, skalních stěn a suťových polí Malých Karpat.